# Nissan Concept 2020 Vision Gran Turismo
El Nissan Vision Gran Turismo es un automóvil del videojuego Gran Turismo 6, aunque un ejemplar se presentó en el Goodwood Festival of Speed 2014 de forma real. La creación de este bólido por parte del equipo de diseñadores de la compañía en Reino Unido y Japón, quienes a decir de Nissan contaron con total libertad creativa y las últimas tecnologías para expresar sus ideas.  El objetivo principal de su creación fue dotar al prototipo de un cuerpo aerodinámico avanzado; utilizando tecnología de competición para una gestión óptima del flujo de aire.

## Descripción y estadísticas
Velocidad máxima:480km/h
Peso:1.452
Motor: V6 Yattsu no tābo+Híbrido
Precio del vehículo: 470.000

## Diseño
La versión que se presentó en Goodwood, este Nissan Concept 2020 Vision Gran Turismo sobresale gracias a su llamativo color rojo, convenientemente bautizado como Fire Knight. Asimismo, luce una nueva parrilla en forma de “V”. Sus líneas aerodinámicas, ayudan a que pueda alcanzar grandes velocidades en las pistas, tanto virtuales como reales.
Se creó para celebrar el 15º aniversario del mítico videojuego Gran Turismo.

## Galería

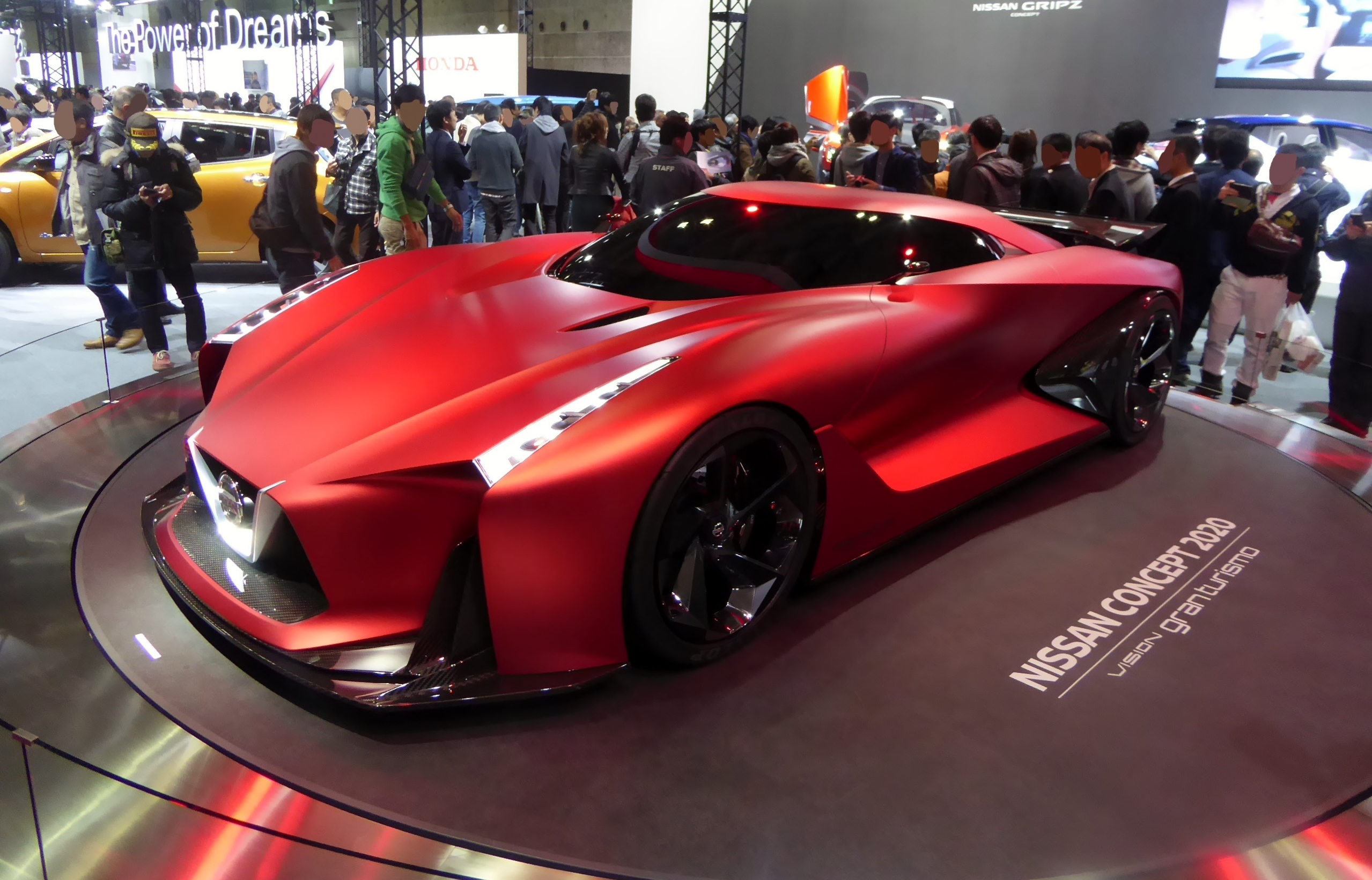
presentación del Nissan Concept 2020 Vision Gran Turismo
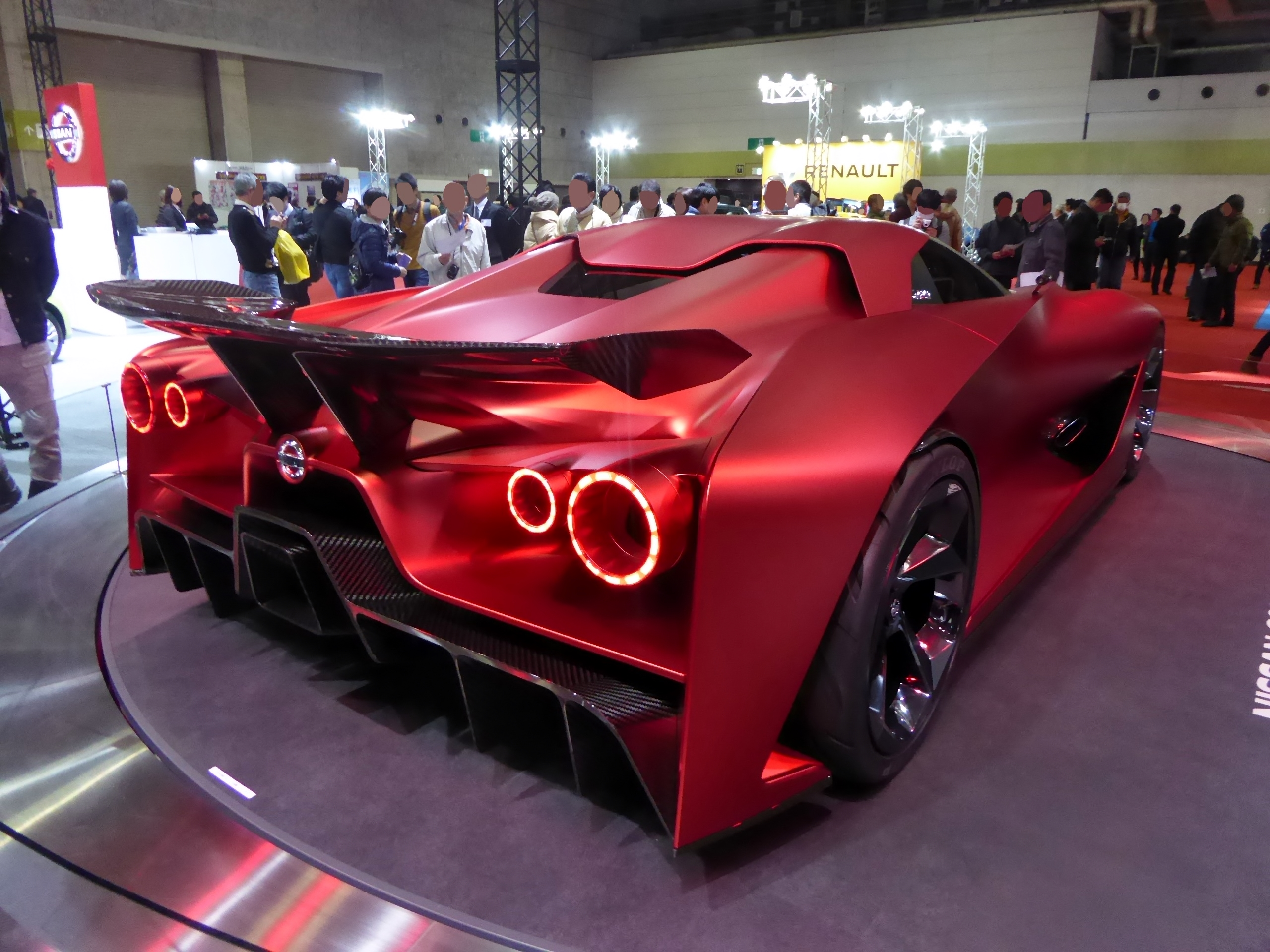
vista trasera del Nissan Concept 2020 Vision Gran Turismo